# Clasificación para la Copa Mundial de Fútbol de 1954
Para las rondas de clasificación para la Copa Mundial de Fútbol de 1954 participaron un total de treinta y nueve selecciones nacionales, compitiendo por dieciséis puestos en la fase final. Suiza, como el organizador, y Uruguay, como el campeón defensor, clasificaron automáticamente.
Los restantes 37 equipos fueron divididos en 13 grupos, de acuerdo a consideraciones geográficas, de la siguiente manera:
- Europa, África y Oriente Próximo (grupos 1 al 10): 11 lugares, disputados por 28 equipos, 26 europeos, Egipto e Israel.
- Sudamérica (grupo 11): 1 lugar, disputado por 3 equipos.
- Norteamérica, Centroamérica y el Caribe (grupo 12): 1 lugar, disputado por 3 equipos.
- Asia (grupo 13): 1 lugar, disputado por 3 equipos.

## Europa

### Grupo 1
El grupo 1 tendría la particularidad de ver por primera y única vez en su historia a Sarre participando en una fase previa de una Copa Mundial. Además, supuso la primera participación alemana después de la Segunda Guerra Mundial y la primera bajo la división entre la Alemania Federal y la Alemania Oriental.
| Pos. | País             | J | G | E | P | GF | GC | GD | Ptos. |
| ---- | ---------------- | - | - | - | - | -- | -- | -- | ----- |
| 1    | Alemania Federal | 4 | 3 | 1 | 0 | 12 | 3  | +9 | 7     |
| 2    | Sarre            | 4 | 1 | 1 | 2 | 4  | 8  | −4 | 3     |
| 3    | Noruega          | 4 | 0 | 2 | 2 | 4  | 9  | −5 | 2     |

| 24 de junio de 1953 | Noruega                  | 2-3     | Sarre                              | Estadio Bislett, Oslo, Noruega |                           |
|                     | Thoresen 3' · Dahlen 15' | Reporte | Binkert 16' · Otto 30' · Siedl 55' | Árbitro(s): J. Bronkhorst      | Árbitro(s): J. Bronkhorst |

| 19 de agosto de 1953 | Noruega    | 1-1     | Alemania Federal | Ullevaal Stadion, Oslo, Noruega |                          |
|                      | Hennum 41' | Reporte | F. Walter 44'    | Árbitro(s): W. B. Aussum        | Árbitro(s): W. B. Aussum |

| 11 de octubre de 1953 | Alemania Federal             | 3-0     | Sarre | Neckarstadion, Stuttgart, Alemania Federal |                                |
|                       | Morlock 13' 50' · Schade 70' | Reporte |       | Árbitro(s): Karel van der Meer             | Árbitro(s): Karel van der Meer |

| 8 de noviembre de 1953 | Sarre | 0-0     | Noruega | Ludwigsparkstadion, Saarbrücken, Sarre |                      |
|                        |       | Reporte |         | Árbitro(s): Leo Horn                   | Árbitro(s): Leo Horn |

| 22 de noviembre de 1953 | Alemania Federal                                           | 5-1     | Noruega     | Volksparkstadion, Hamburgo, Alemania Federal |                         |
|                         | Morlock 27' 63' · O. Walter 69' · F. Walter 80' · Rahn 88' | Reporte | Nordahl 26' | Árbitro(s): Archer Luty                      | Árbitro(s): Archer Luty |

| 28 de marzo de 1954 | Sarre             | 1-3     | Alemania Federal              | Ludwigsparkstadion, Saarbrücken, Sarre |                           |
|                     | Martin 68' (pen.) | Reporte | Morlock 36' 48' · Schäfer 84' | Árbitro(s): J. Bronkhorst              | Árbitro(s): J. Bronkhorst |

| Clasificado         |
| ------------------- |
| Bandera de Alemania |
| Alemania Federal    |

### Grupo 2
| Pos. | País      | J | G | E | P | GF | GC | GD | Ptos. |
| ---- | --------- | - | - | - | - | -- | -- | -- | ----- |
| 1    | Bélgica   | 4 | 3 | 1 | 0 | 11 | 6  | +5 | 7     |
| 2    | Suecia    | 4 | 1 | 1 | 2 | 9  | 8  | +1 | 3     |
| 3    | Finlandia | 4 | 0 | 2 | 2 | 7  | 13 | −6 | 2     |

| 25 de mayo de 1953 | Finlandia          | 2-4     | Bélgica                       | Estadio Olímpico de Helsinki, Helsinki, Finlandia |                   |
|                    | Lehtovirta 49' 75' | Reporte | Coppens 4' 26' 83' · Anoul 9' | Árbitro(s): Helge                                 | Árbitro(s): Helge |

| 28 de mayo de 1953 | Suecia                         | 2-3     | Bélgica                                      | Estadio Råsunda, Estocolmo, Suecia |                   |
|                    | Berndtsson 20' · Selmosson 26' | Reporte | Anoul 28' · Straetmans 37' · Lemberechts 40' | Árbitro(s): Mowat                  | Árbitro(s): Mowat |

| 5 de agosto de 1953 | Finlandia                                   | 3-3     | Suecia                       | Estadio Olímpico de Helsinki, Helsinki, Finlandia |                      |
|                     | Lehtovirta 63' · Lahtinen 67' · Rikberg 70' | Reporte | Sandell 9' 71' · Persson 23' | Árbitro(s): Baalstad                              | Árbitro(s): Baalstad |

| 16 de agosto de 1953 | Suecia                                      | 4-0     | Finlandia | Estadio Råsunda, Estocolmo, Suecia |                      |
|                      | Sandberg 22' · Sandell 24' 61' · Sandin 56' | Reporte |           | Árbitro(s): Asmussen               | Árbitro(s): Asmussen |

| 23 de septiembre de 1953 | Bélgica        | 2-2     | Finlandia                  | Estadio Rey Balduino, Bruselas, Bélgica |                        |
|                          | Bollen 25' 75' | Reporte | Lahtinen 83' · Vaihela 90' | Árbitro(s): Baumberger                  | Árbitro(s): Baumberger |

| 8 de octubre de 1953                                                  | Bélgica                | 2-0     | Suecia | Estadio Rey Balduino, Bruselas, Bélgica |                      |
|                                                                       | Coppens 23' · Mees 49' | Reporte |        | Árbitro(s): Schipper                    | Árbitro(s): Schipper |
| Primera vez que Suecia no logra clasificar para un Mundial de Fútbol. |                        |         |        |                                         |                      |

| Bandera de Bélgica |
| Bélgica            |

### Grupo 3
Se usó como sistema de clasificación el British Home Championship por última vez.
| Pos. | País              | J | G | E | P | GF | GC | GD | Ptos. |
| ---- | ----------------- | - | - | - | - | -- | -- | -- | ----- |
| 1    | Inglaterra        | 3 | 3 | 0 | 0 | 11 | 4  | +7 | 6     |
| 2    | Escocia           | 3 | 1 | 1 | 1 | 8  | 8  | 0  | 3     |
| 3    | Irlanda del Norte | 3 | 1 | 0 | 2 | 4  | 7  | −3 | 2     |
| 4    | Gales             | 3 | 0 | 1 | 2 | 5  | 9  | −4 | 1     |

| 3 de octubre de 1953 | Irlanda del Norte   | 1-3     | Escocia                         | Windsor Park, Belfast, Irlanda del Norte |                          |
|                      | Lockhart 72' (pen.) | Reporte | Fleming 47' 69' · Henderson 89' | Árbitro(s): Arthur Ellis                 | Árbitro(s): Arthur Ellis |

| 10 de octubre de 1953 | Gales         | 1-4     | Inglaterra                          | Ninian Park, Cardiff, Gales   |                               |
|                       | Allchurch 22' | Reporte | Wilshaw 45' 49' · Lofthouse 52' 53' | Árbitro(s): Charles Faultless | Árbitro(s): Charles Faultless |

| 4 de noviembre de 1953 | Escocia                                | 3-3     | Gales                           | Hampden Park, Glasgow, Escocia |                             |
|                        | Brown 19' · Johnstone 42' · Reilly 58' | Reporte | Charles 49' 88' · Allchurch 73' | Árbitro(s): Thomas Mitchell    | Árbitro(s): Thomas Mitchell |

| 11 de noviembre de 1953 | Inglaterra                      | 3-1     | Irlanda del Norte | Goodison Park, Liverpool, Inglaterra |                          |
|                         | Hassall 10' 60' · Lofthouse 75' | Reporte | McMorran 54'      | Árbitro(s): Robert Smith             | Árbitro(s): Robert Smith |

| 31 de marzo de 1954 | Gales       | 1-2     | Irlanda del Norte | Racecourse Ground, Wrexham, Gales |                               |
|                     | Charles 80' | Reporte | McParland 1' 52'  | Árbitro(s): Charles Faultless     | Árbitro(s): Charles Faultless |

| 3 de abril de 1954 | Escocia               | 2-4     | Inglaterra                                          | Hampden Park, Glasgow, Escocia |                             |
|                    | Brown 7' · Ormond 89' | Reporte | Broadis 13' · Nicholls 50' · Allen 68' · Mullen 83' | Árbitro(s): Thomas Mitchell    | Árbitro(s): Thomas Mitchell |

| Bandera de Inglaterra |  | Bandera de Escocia |
| Inglaterra            |  | Escocia            |

### Grupo 4
| Pos. | País       | J | G | E | P | GF | GC | GD  | Ptos. |
| ---- | ---------- | - | - | - | - | -- | -- | --- | ----- |
| 1    | Francia    | 4 | 4 | 0 | 0 | 21 | 4  | +17 | 8     |
| 2    | Irlanda    | 4 | 2 | 0 | 2 | 8  | 7  | +1  | 4     |
| 3    | Luxemburgo | 4 | 0 | 0 | 4 | 1  | 19 | −18 | 0     |

| 20 de septiembre de 1953 | Luxemburgo | 1-6     | Francia                                                                     | Estadio Municipal, Luxemburgo, Luxemburgo |                        |
|                          | Kohn 6'    | Reporte | Piantoni 5' · Kopa 10' · Cicci 41' · Glovacki 44' · Kargu 73' · Flamion 88' | Árbitro(s): Dörflinger                    | Árbitro(s): Dörflinger |

| 4 de octubre de 1953 | Irlanda                                     | 3-6     | Francia                                                                 | Dalymount Park, Dublín, República de Irlanda |                     |
|                      | Ryan 58' (pen.) · Walsh 83' · O'Farrell 88' | Reporte | Glovacki 23' · Penverne 40' · Ujlaki 50' 69' · Flamion 72' Festón Faure | Árbitro(s): Franken                          | Árbitro(s): Franken |

| 28 de octubre de 1953 | Irlanda                                              | 4-0     | Luxemburgo | Dalymount Park, Dublín, República de Irlanda |                  |
|                       | Fitzsimons 14' 83' · Ryan 48' (pen.) · Eglington 59' | Reporte |            | Árbitro(s): Bond                             | Árbitro(s): Bond |

| 25 de noviembre de 1953 | Francia      | 1-0     | Irlanda | Parque de los Príncipes, París, Francia |                        |
|                         | Piantoni 73' | Reporte |         | Árbitro(s): Van Nuffel                  | Árbitro(s): Van Nuffel |

| 17 de diciembre de 1953 | Francia                                                              | 8-0     | Luxemburgo | Parque de los Príncipes, París, Francia |                      |
|                         | Desgranges 2' 88' · Vincent 6' 10' · Fontaine 21' 75' 80' · Foix 57' | Reporte |            | Árbitro(s): Roeykens                    | Árbitro(s): Roeykens |

| 7 de marzo de 1954 | Luxemburgo | 0-1     | Irlanda     | Estadio Municipal, Luxemburgo, Luxemburgo |                   |
|                    |            | Reporte | Cummins 67' | Árbitro(s): Ausum                         | Árbitro(s): Ausum |

| Bandera de Francia |
| Francia            |

### Grupo 5
El grupo 5 iba a tener originalmente tres equipos: Austria, Portugal y Dinamarca. Este último país se retiró por motivos económicos.
| 27 de septiembre de 1953 | Austria                                                                               | 9-1     | Portugal  | Estadio Ernst Happel, Viena, Austria |                     |
|                          | Ocwirk 13' · Probst 14' 19' 31' 59' 70' · Happel 68' (pen.) · Wagner 83' · Dienst 87' | Reporte | Águas 60' | Árbitro(s): Bauwens                  | Árbitro(s): Bauwens |

| 29 de noviembre de 1953 | Portugal | 0-0 (Global 1-9) | Austria | Estadio Nacional de Portugal, Lisboa, Portugal |                    |
|                         |          | Reporte          |         | Árbitro(s): Harzic                             | Árbitro(s): Harzic |

| Bandera de Austria |
| Austria            |

### Grupo 6
El grupo 6 iba a ser disputado por España, Turquía y la Unión Soviética, que renunció a participar por motivos políticos.
| 6 de enero de 1954 | España                                               | 4-1     | Turquía   | Estadio Nuevo Chamartín, Madrid, España |                        |
|                    | Venancio 13' · Gaínza 48' · González 49' · Alsua 65' | Reporte | Recep 31' | Árbitro(s): Vincentini                  | Árbitro(s): Vincentini |

| 14 de marzo de 1954 | Turquía    | 1-0     | España | Mithat Paşa Stadium, Estambul, Turquía |                       |
|                     | Burhan 16' | Reporte |        | Árbitro(s): Schmetzer                  | Árbitro(s): Schmetzer |

Como ambas selecciones empataron en puntos, se jugó un partido de desempate para definir al clasificado.
| 17 de marzo de 1954 | Turquía               | 2-2 (t. s.) | España                     | Estadio Olímpico de Roma, Roma, Italia |                      |
| | Burhan 25' · Suat 64' | Reporte     | Artetxe 11' · Escudero 78' | Árbitro(s): Bernardi                   | Árbitro(s): Bernardi |
| Luigi Franco Gemma, un joven italiano de catorce años hijo de un empleado del estadio, por medio de una rifa a ojos cerrados eligió a Turquía. A partir del Mundial de México 1970, la diferencia de goles sería utilizada como criterio de desempate. Si esa regla se hubiera aplicado en este caso, España habría clasificado y Turquía eliminado, siendo esta la primera vez que España no clasifica para un Mundial. |                       |             |                            |                                        |                      |

| Bandera de Turquía |
| Turquía            |

### Grupo 7
Polonia y los Países Bajos se retiraron, por lo que Hungría se clasificó automáticamente.
| Clasificado        |
| ------------------ |
| Bandera de Hungría |
| Hungría            |

### Grupo 8
| Pos. | País           | J | G | E | P | GF | GC | GD | Ptos. |
| ---- | -------------- | - | - | - | - | -- | -- | -- | ----- |
| 1    | Checoslovaquia | 4 | 3 | 1 | 0 | 5  | 1  | +4 | 7     |
| 2    | Rumania        | 4 | 2 | 0 | 2 | 5  | 5  | 0  | 4     |
| 3    | Bulgaria       | 4 | 0 | 1 | 3 | 3  | 7  | −4 | 1     |

| 14 de junio de 1953 | Checoslovaquia        | 2-0     | Rumania | Estadio Slavia, Praga, Checoslovaquia |                  |
|                     | Pažický 54' · Vlk 63' | Reporte |         | Árbitro(s): Pósa                      | Árbitro(s): Pósa |

| 28 de junio de 1953 | Rumania                      | 3-1     | Bulgaria    | 23 August Stadium, Bucarest, Rumania               |                                                    |
|                     | Pecsovszky 20' 30' · Ene 82' | Reporte | Tashkov 53' | Asistencia: 60 000 espectadores Árbitro(s): Schulz | Asistencia: 60 000 espectadores Árbitro(s): Schulz |

| 6 de septiembre de 1953 | Bulgaria           | 1-2     | Checoslovaquia | Vasil Levski, Sofía, Bulgaria                              |                                                            |
|                         | Bozhkov 55' (pen.) | Reporte | Vlk 5' 40'     | Asistencia: 40 000 espectadores Árbitro(s): Aleksandrowicz | Asistencia: 40 000 espectadores Árbitro(s): Aleksandrowicz |

| 11 de octubre de 1953 | Bulgaria  | 1-2     | Rumania | Vasil Levski, Sofía, Bulgaria                      |                                                    |
|                       | Kolev 28' | Reporte |         | Asistencia: 40 000 espectadores Árbitro(s): Dorogi | Asistencia: 40 000 espectadores Árbitro(s): Dorogi |

| 25 de octubre de 1953 | Rumania | 0-1     | Checoslovaquia      | 23 August Stadium, Bucarest, Rumania |                    |
|                       |         | Reporte | Šafránek 38' (pen.) | Árbitro(s): Schulz                   | Árbitro(s): Schulz |

| 8 de noviembre de 1953 | Checoslovaquia | 0-0     | Bulgaria | Tehelne Pole, Bratislava, Checoslovaquia                    |                                                             |
|                        |                | Reporte |          | Asistencia: 30 000 espectadores Árbitro(s): Chkhatarashvili | Asistencia: 30 000 espectadores Árbitro(s): Chkhatarashvili |

| Bandera de Checoslovaquia |
| Checoslovaquia            |

### Grupo 9
Siria se retiró.
| 13 de noviembre de 1953 | Egipto      | 1-2 | Italia                        | Estadio Mokhtar El-Tetsh, El Cairo, Egipto          |                                                     |
|                         | Ad-Diba 33' |     | Frignani 62' · Muccinelli 79' | Asistencia: 22 000 espectadores Árbitro(s): Steiner | Asistencia: 22 000 espectadores Árbitro(s): Steiner |

| 24 de enero de 1954 | Italia                                                         | 5-1 | Egipto         | Estadio Giuseppe Meazza, Milán, Italia           |                                                  |
|                     | Pandolfini 1' · Frignani 62' · Boniperti 65' 86' · Ricagni 84' |     | El-Hamouly 32' | Asistencia: 40 000 espectadores Árbitro(s): Horn | Asistencia: 40 000 espectadores Árbitro(s): Horn |

| Italia |
| Italia |

### Grupo 10
| Pos. | País       | J | G | E | P | GF | GC | GD | Ptos. |
| ---- | ---------- | - | - | - | - | -- | -- | -- | ----- |
| 1    | Yugoslavia | 4 | 4 | 0 | 0 | 4  | 0  | +4 | 8     |
| 2    | Grecia     | 4 | 2 | 0 | 2 | 3  | 2  | +1 | 4     |
| 3    | Israel     | 4 | 0 | 0 | 4 | 0  | 5  | −5 | 0     |

| 9 de mayo de 1953 | Yugoslavia  | 1-0     | Grecia | Estadio Partizan, Belgrado, Yugoslavia |                     |
|                   | Matošić 71' | Reporte |        | Árbitro(s): Steiner                    | Árbitro(s): Steiner |

| 1 de noviembre de 1953 | Grecia     | 1-0     | Israel | Olímpico, Atenas, Grecia |                    |
|                        | Bembis 52' | Reporte |        | Árbitro(s): Massai       | Árbitro(s): Massai |

| 8 de noviembre de 1953 | Yugoslavia     | 1-0     | Israel | Estadio Gradski, Skopie, Yugoslavia |                     |
|                        | Milutinović 3' | Reporte |        | Árbitro(s): Alsteen                 | Árbitro(s): Alsteen |

| 8 de marzo de 1954 | Israel                       | 0-2     | Grecia | Maccabiah Stadium, Tel-Aviv, Israel |                        |
|                    | Kokkinakis 61' · Kamaras 83' | Reporte |        | Árbitro(s): Buchmüller              | Árbitro(s): Buchmüller |

| 21 de marzo de 1954 | Israel | 0-1     | Yugoslavia | Maccabiah Stadium, Tel-Aviv, Israel |                   |
|                     |        | Reporte | Zebec 80'  | Árbitro(s): Leafe                   | Árbitro(s): Leafe |

| 28 de marzo de 1954 | Grecia | 0-1     | Yugoslavia      | Olímpico, Atenas, Grecia |                   |
|                     |        | Reporte | Veselinović 50' | Árbitro(s): Rufli        | Árbitro(s): Rufli |

| Bandera de Yugoslavia |
| Yugoslavia            |

## Sudamérica
Por primera vez se disputaron partidos de clasificación en Sudamérica. Hasta esa Copa Mundial, los equipos habían clasificado automáticamente a causa de invitaciones o retiros.

### Grupo 1
Argentina y Perú se abstuvieron de participar. Colombia, pese a que ya se había firmado el Pacto de Lima en 1951 y que participó del primer Campeonato Sudamericano Sub-20 de 1954, permaneció vetada por la FIFA de la Copa Mundial mientras que no fueran completamente legalizadas las transferencias que dieron inicio a la época del Dorado y se preparó para la clasificación para la Copa Mundial de Fútbol de 1958.
| Pos. | País     | J | G | E | P | GF | GC | GD | Ptos. |
| ---- | -------- | - | - | - | - | -- | -- | -- | ----- |
| 1    | Brasil   | 4 | 4 | 0 | 0 | 8  | 1  | +7 | 8     |
| 2    | Paraguay | 4 | 2 | 0 | 2 | 8  | 6  | +2 | 4     |
| 3    | Chile    | 4 | 0 | 0 | 4 | 1  | 10 | −9 | 0     |

| 14 de febrero de 1954 | Paraguay                                                  | 4-0 | Chile | Estadio del Club Libertad, Asunción, Paraguay |                     |
|                       | Lugo 30' · J. Parodi 52' · Hermosilla 70' · S. Parodi 79' |     |       | Árbitro(s): Steiner                           | Árbitro(s): Steiner |

| 21 de febrero de 1954 | Chile       | 1-3 | Paraguay                     | Nacional, Santiago, Chile |                        |
|                       | Robledo 16' |     | Lugo 17' 63' · J. Parodi 84' | Árbitro(s): Vincentini    | Árbitro(s): Vincentini |

| 28 de febrero de 1954 | Chile | 0-2 | Brasil           | Nacional, Santiago, Chile |                        |
|                       |       |     | Baltazar 38' 63' | Árbitro(s): Vincentini    | Árbitro(s): Vincentini |

| 7 de marzo de 1954 | Paraguay | 0-1 | Brasil       | Estadio del Club Libertad, Asunción, Paraguay |                     |
|                    |          |     | Baltazar 52' | Árbitro(s): Steiner                           | Árbitro(s): Steiner |

| 14 de marzo de 1954 | Brasil       | 1-0 | Chile | Maracaná, Río de Janeiro, Brasil |                     |
|                     | Baltazar 35' |     |       | Árbitro(s): Steiner              | Árbitro(s): Steiner |

| 21 de marzo de 1954 | Brasil                                        | 4-1 | Paraguay     | Maracaná, Río de Janeiro, Brasil |                        |
|                     | Botelho 60' 85' · Baltazar 62' · Maurinho 90' |     | Martínez 75' | Árbitro(s): Vincentini           | Árbitro(s): Vincentini |

| Bandera de Brasil |
| Brasil            |

## Norteamérica, Centroamérica y el Caribe

### Grupo 1
| Pos. | País           | J | G | E | P | GF | GC | GD  | Ptos. |
| ---- | -------------- | - | - | - | - | -- | -- | --- | ----- |
| 1    | México         | 4 | 4 | 0 | 0 | 19 | 1  | +18 | 8     |
| 2    | Estados Unidos | 4 | 2 | 0 | 2 | 7  | 9  | −2  | 4     |
| 3    | Haití          | 4 | 0 | 0 | 4 | 2  | 18 | −16 | 0     |

| 19 de julio de 1953 | México                                                              | 8-0 | Haití | Estadio Olímpico, México D. F., México               |                                                      |
|                     | Balcázar 23' 26' 76' · Gómez 27' · Tellez 34' · Arnauda 38' 69' 85' |     |       | Asistencia: 50 000 espectadores Árbitro(s): Crawford | Asistencia: 50 000 espectadores Árbitro(s): Crawford |

| 27 de diciembre de 1953 | Haití | 0-4 | México                                      | Stade Paul E. Magloire, Puerto Príncipe, Haití          |                                                         |
|                         |       |     | Ávalos 6' · Lamadrid 15' 59' · Balcázar 65' | Asistencia: 10 000 espectadores Árbitro(s): Van Rosberg | Asistencia: 10 000 espectadores Árbitro(s): Van Rosberg |

| 10 de enero de 1954 | México                                                         | 4-0 | Estados Unidos | Estadio Olímpico, México D. F., México                  |                                                         |
|                     | Balcázar 5' · Scheppel 16' (a.g.) · Lamadrid 47' · Naranjo 63' |     |                | Asistencia: 60 000 espectadores Árbitro(s): Van Rosberg | Asistencia: 60 000 espectadores Árbitro(s): Van Rosberg |

| 14 de enero de 1954 | México                           | 3-1 | Estados Unidos | Estadio Olímpico, México D. F., México           |                                                  |
|                     | A. Torres 60' 89' · Lamadrid 82' |     | Looby 6'       | Asistencia: 40 000 espectadores Árbitro(s): Best | Asistencia: 40 000 espectadores Árbitro(s): Best |

| 3 de marzo de 1954 | Haití                | 2-3 | Estados Unidos                        | Stade Paul E. Magloire, Puerto Príncipe, Haití          |                                                         |
|                    | Ellie 60' (pen.) 89' |     | Casey 20' · Chacurian 42' · Looby 83' | Asistencia: 10 000 espectadores Árbitro(s): Van Rosberg | Asistencia: 10 000 espectadores Árbitro(s): Van Rosberg |

| 4 de marzo de 1954 | Haití | 0-3 | Estados Unidos              | Stade Paul E. Magloire, Puerto Príncipe, Haití        |                                                       |
|                    |       |     | Looby 22' 65' · Mendoza 31' | Asistencia: 6000 espectadores Árbitro(s): Van Rosberg | Asistencia: 6000 espectadores Árbitro(s): Van Rosberg |

| Bandera de México |
| México            |

## Asia
Por primera vez se disputaron partidos de clasificación en Asia. Hasta esta Copa Mundial, los equipos clasificaron automáticamente a causa de invitaciones o retiros.

### Grupo 1
Taiwán, India y Vietnam del Sur se retiraron de la competición.
| 7 de marzo de 1954 | Japón        | 1-5 | Corea del Sur                                                                       | Meiji Jingu Gaien Stadium, Tokio, Japón |                   |
|                    | Naganuma 16' |     | Chung Nam-sik 22' · Choi Kwang-suk 34' · Sung Nak-woon 65' · Choi Chung-min 82' 85' | Árbitro(s): Haran                       | Árbitro(s): Haran |

| 14 de marzo de 1954 | Corea del Sur                          | 2-2 (Global 7-3) | Japón           | Meiji Jingu Gaien Stadium, Tokio, Japón |                   |
|                     | Chung Nam-sik 20' · Choi Kwang-suk 43' |                  | Iwatani 17' 61' | Árbitro(s): Haran                       | Árbitro(s): Haran |

| Bandera de Corea del Sur |
| Corea del Sur            |

## Equipos clasificados
En cursiva, los debutantes en la Copa Mundial de Fútbol.
| Equipos participantes | Equipos participantes | Equipos participantes | Equipos participantes |
| --------------------- | --------------------- | --------------------- | --------------------- |
| Alemania Federal ¹    | Checoslovaquia        | Hungría               | Suiza                 |
| Austria               | Corea del Sur         | Inglaterra            | Turquía               |
| Bélgica               | Escocia               | Italia                | Uruguay               |
| Brasil                | Francia               | México                | Yugoslavia            |

¹ El evento de 1954 es el primero del seleccionado de Alemania bajo el nombre de Alemania Federal o Alemania Occidental, considerado su sucesor. Previamente Alemania ya había disputado los mundiales de 1934 y 1938.